# Atena Varvakeion
Atena Varvakeion és una estàtua d'època romana d'Atena Pàrtenos que forma part de la col·lecció del Museu Arqueològic Nacional d'Atenes. Generalment és considerada la reproducció més fidel de l'estàtua crisoelefantina feta per Fídies i els seus ajudants, erigida al Partenó. La data de la seva creació és entre el 200 i el 250.
L'estàtua fa 1,05 metres d'alt, aproximadament una dotzena part de l'altura estimada de l'original. Fou esculpida en marbre del Pentèlic, i són visibles rastres de pintura vermella i groga. Atena vesteix un peple a sobre duu l'ègida, decorada amb serps i amb el gorgoneion al centre. Porta un casc àtic amb les proteccions de les galtes cap amunt; té tres crestes, al centre hi ha un esfinx i als costats Pegàs. A la mà esquerra hi ha restes sobre el costat de l'escut, que aguanta el gorgoneion; les restes d'escut amb l'oikouros ophis (serp sagrada) s'identifiquen amb Erictoni d'Atenes, fundador llegendari de la ciutat. La mà dreta estesa se subjecta en una columna amb una figura alada de Niké; falta el cap d'aquesta imatge més petita. Niké vesteix també un peple i està girada una mica cap a la figura principal. L'estàtua es troba sobre una base rectangular.
Pausànias i Plini el Vell descriuen algunes diferències amb l'original. La base original estava decorada amb un fris amb el naixement de Pandora, mentre que a la còpia és plana. Pausànias també descriu una llança que no té la còpia. L'escut tampoc no té l'amazonomàquia al davant que va descriure Plini. La presència de la columna és mencionada per molts autors amb l'argument de si l'original necessitava un suport similar, tot i que moltes reconstruccions l'ometen (per exemple, al Partenó de Nashville).
L'estàtua s'anomena així pel lloc del seu descobriment el 1880, prop del lloc original de l'Escola Varvakeion.